# Bactriola minuscula
Bactriola minuscula är en skalbaggsart som beskrevs av Fontes och Martins 1977. Bactriola minuscula ingår i släktet Bactriola och familjen långhorningar. Inga underarter finns listade.